# Bakker (motorfiets)
Bakker is een Nederlands merk van motorfietsen.
De bedrijfsnaam is: Bakker Framebouw, Heerhugowaard.
Nico Bakker racete in 1967 met een Adler. Het was zijn eerste racemotor, maar hij ontdekte al snel dat er modificaties nodig waren om de stuureigenschappen te verbeteren. In de jaren daarna racete hij met Ducati's, maar toen hij in 1970 overstapte op een 250cc-Suzuki T 20 bleek ook die motorfiets na veel detailverbeteringen steeds beter te sturen. Toen Yamaha in 1972 watergekoelde racers uitbracht bouwde Nico Bakker zijn Suzuki ook om naar waterkoeling. Hij voerde de motor ook verder op, waardoor de tekortkomingen in het frame versterkt naar voren kwamen. Daarom bouwde hij in de winter voor het eerst een compleet frame voor zijn Suzuki. De resultaten van de Suzuki met zijn nieuwe frame vielen ook andere coureurs op. Nadat beroemde coureurs als Giacomo Agostini, Johnny Cecotto, Boet van Dulmen, Wil Hartog en Jack Middelburg frames bij Nico Bakker hadden besteld moest hij zijn race-activiteiten wel beëindigen, want zijn nieuwe bedrijf Bakker Framebouw nam al zijn tijd in beslag. Nadat hij een serie frames bouwde voor allerlei Endurance-motoren (gebaseerd op standaard machines) kwamen er ook verzoeken van normale klanten voor een speciaal frame. In 1978 bouwde Nico Bakker voor zichzelf een Suzuki GS 1000 om met een space frame. Daarna werden steeds meer toonbank-motorfietsen van een speciaal frame voorzien. Nico Bakker ging ook zelf motorfietsen ontwerpen en bouwen, gebaseerd op bestaande modellen. In 1987 ontwikkelde hij het Quick Change System, met voor en achter enkelvoudige wielophanging en naafbesturing.

## Eigen modellen
- In 1991 verscheen de Bakker BMW Kangaroo, een straatmotor gebaseerd op de BMW R 100 GS.
- In 1994 volgde de Bakker BMW Bomber Boxer, gebaseerd op de BMW R 1100 RS
- In 1999 kwam de Bakker Suzuki Barracuda, gebaseerd op de Suzuki TL 1000 S
- In 2003 verscheen de Bakker Grizzly, gebaseerd op de Suzuki GSX-R 1000

Behalve framebouw houdt het bedrijf van Nico Bakker zich ook bezig met de bouw van en wijzigingen aan chassis's en uitlaatsystemen voor de autosport.